# Parmacochlea smithi
Parmacochlea smithi är en snäckart som beskrevs av Heinrich Rudolf Simroth 1898. Parmacochlea smithi ingår i släktet Parmacochlea och familjen Helicarionidae. Inga underarter finns listade i Catalogue of Life.